# Абатуров Олександр Євгенович
Олекса́ндр Євге́нійович Абату́ров (нар.31 липня 1956, Ленінград, нині Санкт-Петербург) — український лікар-педіатр. Доктор медичних наук (1996). Професор (1999). Завідувач кафедри педіатрії 1 та медичної генетики Дніпровського державного медичного університету (з 2008 р.). Заслужений діяч науки і техніки України (2018 р.).

## Біографічні відомості
У 1979 році закінчив Дніпропетровський медичний інститут за фахом «педіатрія».
З 1985 р. працював на посаді асистента кафедри пропедевтики дитячих хвороб.
У 1989 році захистив кандидатську дисертацію на тему «Клініко-імунологічні особливості та їх прогностичне значення при гострих респіраторних вірусних інфекціях у дітей раннього віку» (науковий керівник –доктор мед. наук, професор Т. О. Богомаз).
З 1992 р. — доцент кафедри, а з 1993 р. — завідувач кафедри факультетської педіатрії Дніпропетровської медичної академії.
У 1996 р. захистив докторську дисертацію на тему «Часто хворіючі діти і диференційований підхід до імунореабілітації стану їх здоров'я» (наукові консультанти — доктор мед. наук, професор Д. Г. Кулінич, доктор мед. наук, професор Л. В. Ковальчук).
З 1999 р. Олександр Євгенійович працює на посаді професора кафедри факультетської педіатрії та дитячих інфекційних хвороб Дніпропетровської медичної академії (нині — Дніпровського державного медичного університету). У 2001 році присвоєно вчене звання професора кафедри факультетської педіатрії та дитячих інфекційних хвороб.
З 2008 р. по теперішній час завідувач кафедри педіатрії 1 та медичної генетики Дніпровського державного медичного університету.
Професор О. Є. Абатуров є одним із видатних науковців, лікарів-педіатрів нашої країни. Провідним науковим напрямом професора О. Є. Абатурова у багатовекторних дослідженнях в педіатрії є розробка моделей персоналізованої діагностики та лікування хвороб респіраторної, ендокринної, травної систем та алергічних коморбідних станів на основі генотипування за однонуклеотидними поліморфізмами асоційованих генів; імплементація засобів профілактики несприятливого перебігу та лікування інфекційно-запальних захворювань респіраторного і травного тракту; диференційована медикаментозна корекція функціональних розладів жовчного міхура та сфінктера Одді з визначенням рівня експресії мікроРНК; вивчення ролі молекулярних механізмів неспецифічного вродженого імунітету в розвитку хелікобактерної інфекції та респіраторних захворювань у дітей та підлітків, а також прогнозування розвитку дитячих захворювань, асоційованих з цивілізацією, за рахунок стратегії пошуку нових маркерів — кандидатів в патогенезі метазапалення на основі повногеномного секвенування нової генерації в співробітництві з лабораторією CeGat (м. Тюбінген, Німеччина).
Професор О. Є. Абатуров (індекс Гірша за Google Scholar складає 19) — автор 862 наукових робіт, серед яких 38 монографій, співредактор та співавтор Національного підручника з педіатрії (з виданням на українській, англійській, російській мовах), співавтор підручника «Неонатологія», 15 навчальних посібників, 7 навчально-методичних посібників, 449 статей у фахових, наукометричних виданнях, у тому числі 9 статей у виданнях, індексованих Scopus, та 10 статей у виданнях, індексованих Web of Science, в таких міжнародних журналах, як Acta Medica (Hradec Králové), American Journal of Otolaryngology, Wiadomości Lekarskie, Alergologia Polska — Polish Journal of Allergology. Наукові розробки професора О. Є. Абатурова широко впроваджені у практичну охорону здоров'я. Він є автором 4 патентів на винахід, 2 патентів на корисну модель, 4 нововведень.
Під науковим консультуванням та керівництвом професора О. Є. Абатурова підготовлено 3 докторів та 7 кандидатів медичних наук, 1 доктор філософії, виконується 2 дисертації на здобуття ступеня доктора медичних наук та 2 дисертації на здобуття ступеня доктора філософії.
Заслуговує схвалення наукова діяльність професора О. Є. Абатурова на міжнародному рівні, а саме: доповіді власних наукових результатів на міжнародних конференціях («Інноваційні технології в респіраторній медицині» — Казахстан, Астана, 2015 р.; «Біологічна терапія в медицині» — Угорщина, Будапешт, 2015 р.; «Раціональна фітотерапія при респіраторній патології» — Німеччина, Мюнхен, 2015 р.; «7th EuroPaediatrics Congress» — Італія, Флоренція, 2015 р.; «Антибіотикорезистентність мікроорганізмів: механізми розвитку та шляхи запобігання» — Португалія, Лісабон, 2016 р.; Німецько-Український семінар з педіатрії в рамках проекту «Україна — здоров'я дітей» під патронатом Міністерства охорони здоров'я Німеччини — Україна, Київ, 2016 р.; Європейський педіатричний конгрес — Румунія, Бухарест, 2017 р.; «Перспективи застосування пробіотиків та пребіотиків у терапевтичній та педіатричній практиці» — Франція, Париж, 2017 р.; «ESPGHAN 51st ANNUEL MEETING» — Швейцарія, Женева, 2018; «9th Europaediatrics» — Ірландія, Дублін, 2019 р.; «ІІ Узбекистанский пульмонологический форум» — Узбекистан, Ташкент, 2019 р.; «Medical Sciences: History, the present time, the future, EU experience» — Польща, Влоцлавек, 2019 р.; «Modern education systems in the USA, the EU and the Post-Soviet countries» — США, 2020 р.; «18th WCIRDC» — США, Лос-Анджелес, 2020 р., «Keystone Symposia. Obesity: From Cell to Patient» — США, Сільверторн, 2021 р. Щорічно Олександр Євгенійович бере участь у республіканських наукових конференціях з педіатрії та навчально-методичних конференціях.
Професор О. Є. Абатуров — член експертної ради з клінічної медицини ДАК МОН України, член персонального складу мультидисциплінарної робочої групи з розробки галузевих стандартів медичної допомоги за напрямком «Педіатрія та неонатологія» згідно Наказу МОЗ України № 1980 від 18 серпня 2020 року, член вченої ради ДДМУ, голова проблемної комісії з педіатрії ДДМУ, голова «Асоціації дитячих гастроентерологів Дніпропетровської області», заступник голови «Асоціації педіатрів Дніпропетровської області», головний редактор журналу «Здоров'я дитини», член редакційної ради фахових журналів «Сучасна педіатрія. Україна», «Міжнародний журнал педіатрії, акушерства та гінекології», «Pediatrics. Eastern Europe».
Олександру Євгенійовичу присвоєно почесне звання «Заслужений діяч науки і техніки України» Указом Президента України від 20 січня 2018 року. За різнопланову діяльність професор О. Є. Абатуров нагороджений Почесною відзнакою Голови Дніпропетровської обласної ради (2016 р.), Почесною грамотою МОЗ України (2016 р.), подякою Міністра охорони здоров'я України (2007 р., 2011 р.); Почесною грамотою Дніпропетровської обласної ради (2018 р.), Почесною грамотою Дніпропетровської міської ради (2016 р.), Почесною грамотою Асоціації педіатрів України (2019 р.), грамотою Департаменту охорони здоров'я Дніпропетровської обласної державної адміністрації, грамотою Дніпропетровської обласної ради (2016 р.), грамотою Фонду соціального захисту, підтримки і допомоги вченим України та членам їх сімей (м. Дніпропетровськ, 2012 р.), грамотою Асоціації педіатрів України.